# 鲍勃·甘特
小罗伯特·M·甘特（英語：Robert M. Gantt Jr.，1922年6月22日—1994年10月25日），美国NBA联盟前职业篮球运动员。他是北卡罗来纳州体育名人堂的一员。